# Regnier Pot

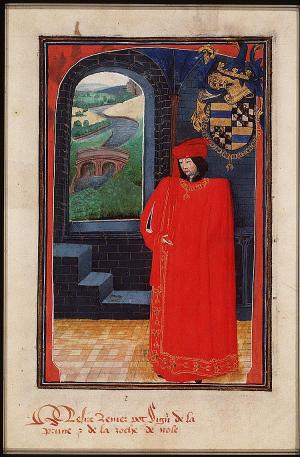
Regnier Pot in het wapen- en statutenboek van de Orde van het Gulden Vlies

Regnier Pot, bijgenaamd Palamedes, (ca. 1342 - 1432) was een Bourgondisch ridder en adviseur van de Bourgondische hertogen.
Regnier erfde de heerlijkheid La Prugne-au-Pot (vandaag in de gemeente Ceaulmont) van zijn vader Guillaume Pot. Na zijn terugkeer van een Kruistocht kocht hij in 1403 de heerlijkheid La Roche bij Nolay. Door toevoeging van zijn familienaam werd dit La Rochepot.

Wapenschild

Hij was de opperschenker aan het hof van Filips de Stoute in Dijon. Jan zonder Vrees liet hem aanstellen tot gouverneur van de Dauphiné (1410-1414) en de Languedoc (1411-1412).
Als belangrijk vertrouweling van Filips de Goede werd hij een van de eerste ridders in de Orde van het Gulden Vlies in 1430.
Regnier Pot trouwde met Catarina d'Anguissola, een hofdame van Valentina Visconti. Zij kregen een zoon, Jacques Pot. 
Philippe Pot was zijn kleinzoon.